# Préfecture de Beyla

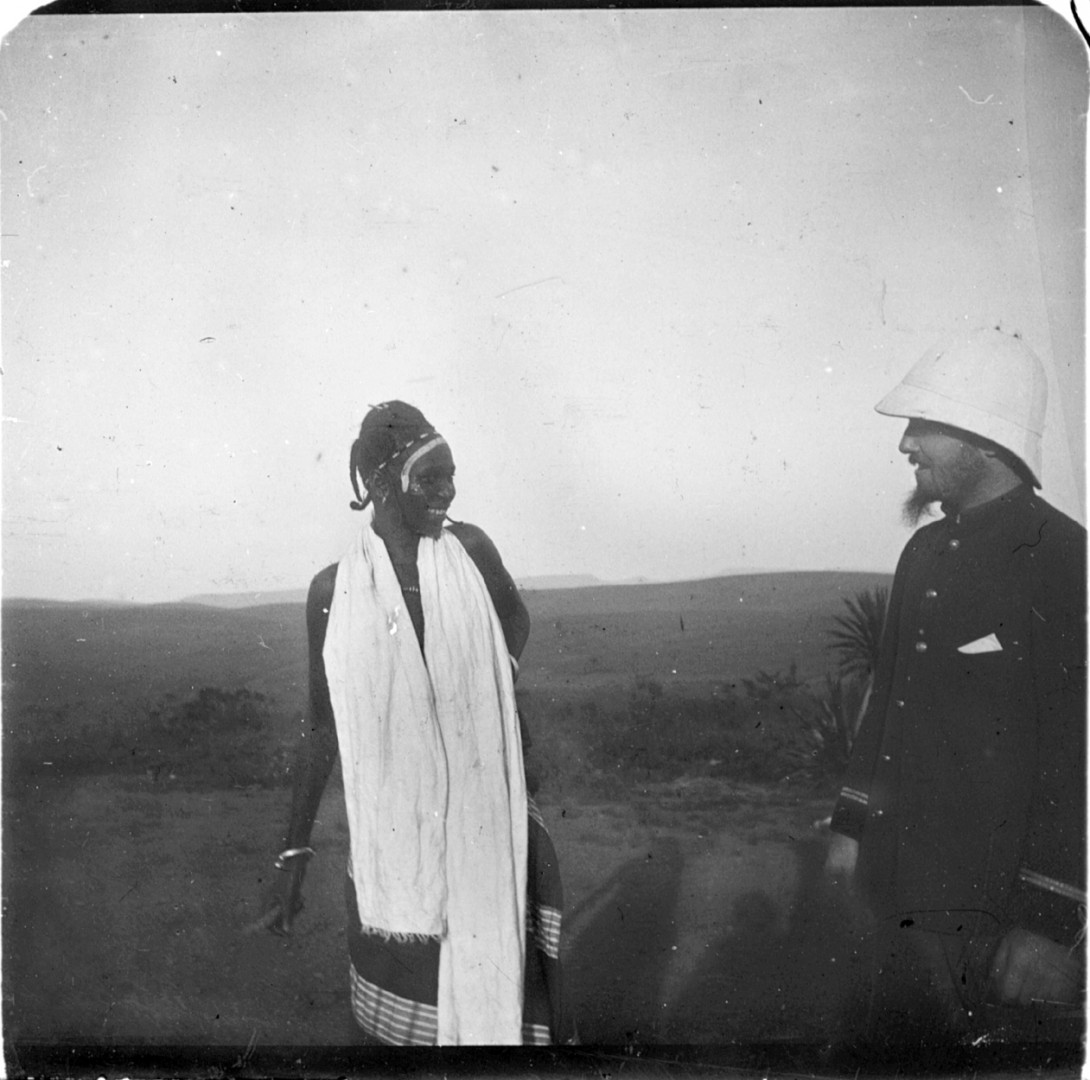
Colon français et Africaine, Beyla

La préfecture de Beyla est une subdivision administrative de la région de Nzérékoré, en Guinée. Le chef-lieu est la ville de Beyla.

## Subdivision administrative
La préfecture de Beyla est subdivisée en quinze(15) sous-préfectures: Beyla-centre, Boola, Fouala, Sokourala, Sinko, Koumandou, Samana, Gbèssoba, Nionsomoridou, Karala, Gbackédou, Moussadou (Mousadou), Diassodou, Diaragbèla (Diarraguerela) et Tiéwa.

## Population
En 2016, la préfecture comptait 348 746 habitants. Elle est l'une des six préfectures Koniankés de la Guinée qui est à forte majorité Koniankés. Et c'est la préfecture de Beyla qui est l'épicentre du pays Koniankés, c'est-à-dire de la Côte d'Ivoire en passant par la Guinée (les préfectures de Beyla, Kérouane, Macenta, Lola, Nzérékoré et Yomou) jusqu'au Libéria.